# Salon de l'automobile de Turin
 (novembre 2015).
Si vous disposez d'ouvrages ou d'articles de référence ou si vous connaissez des sites web de qualité traitant du thème abordé ici, merci de compléter l'article en donnant les références utiles à sa vérifiabilité et en les liant à la section « Notes et références ».
Le Salon de l'automobile de Turin (Salone dell'automobile di Torino) est un salon automobile qui se tient chaque année à Turin, en Italie, de 1900 à 2000, puis à partir de 2015.

## Histoire

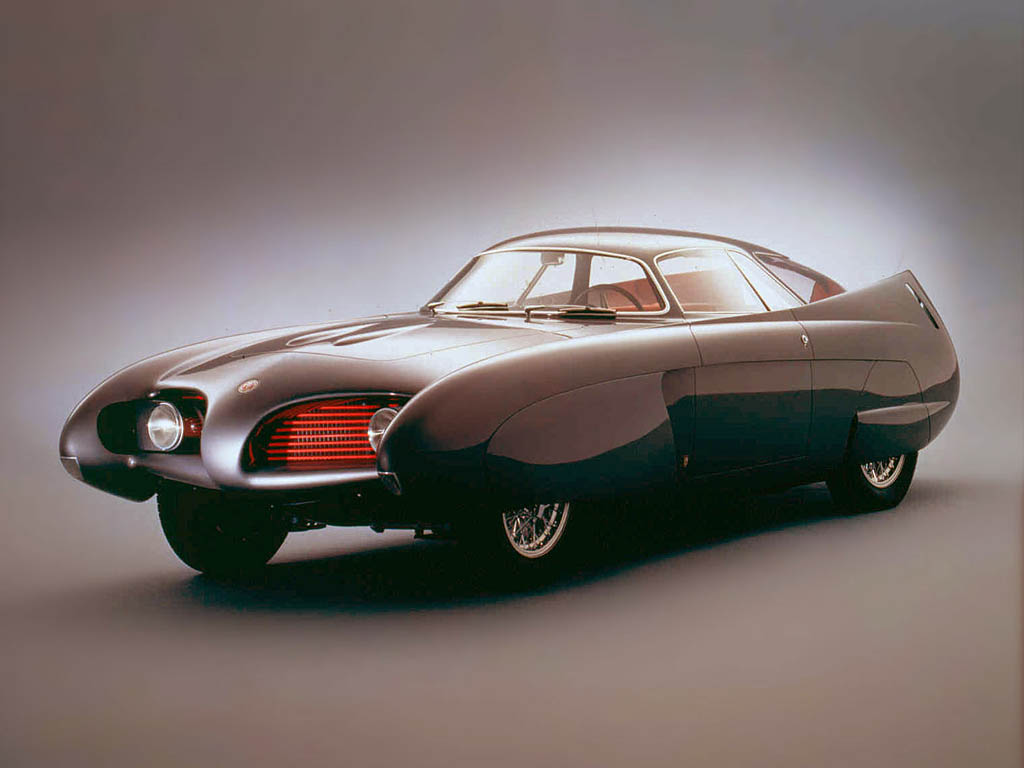
En 1953 : Alfa Romeo B.A.T. 5.

Ce qui doit être considéré comme le premier « Salon de l'automobile de Turin » est l'exposition Mostra di Automobili qui se tient du 21 au 24 avril 1900 dans le Palais des Beaux Arts, au Castello del Valentino de Turin. Cette manifestation, qui représente aussi le premier salon de l'automobile d'Italie, reçoit 25 exposants et accueille plus de 2 000 visiteurs. Le coût du billet d'entrée est de 20 centimes de Lire. Les exposants italiens y sont au nombre de dix, dont certains carrossiers et la toute jeune entreprise Fiat.
Cette exposition est précédée de deux autres expositions automobiles, à Turin, en 1898 et 1899, mais elles ne peuvent être réellement être considérées comme des « salons » car il s'agit plus de rassemblements de propriétaires d'automobiles exposant librement leurs véhicules au public, sans aucune participation de constructeurs.
Après cette première édition, plusieurs autres se succèdent avec de nouveaux exposants étrangers. Cela devient une habitude de célébrer la présentation des nouveaux modèles automobiles des plus importants constructeurs mondiaux, chaque début du mois de mai.

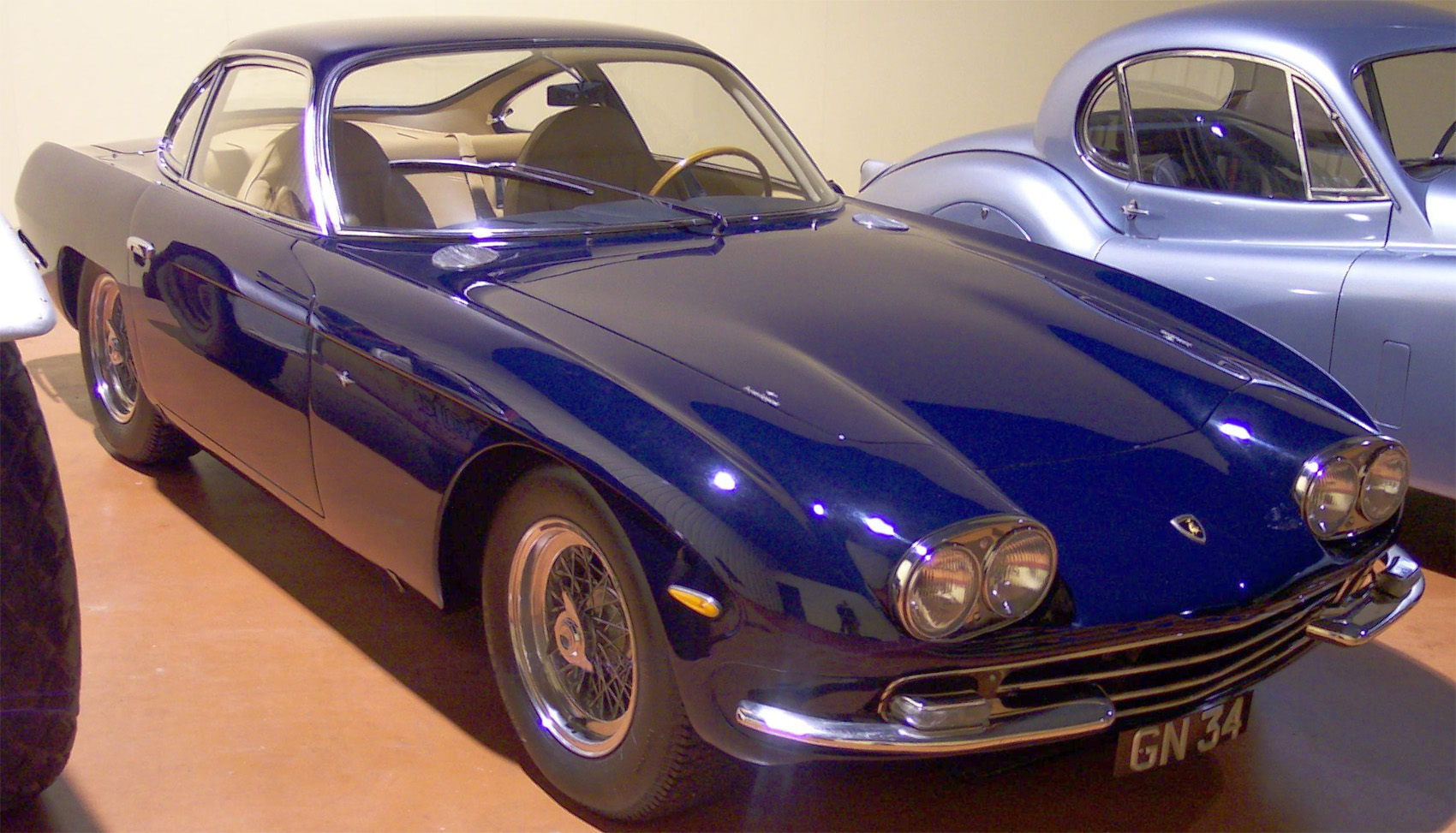
En 1963 : Lamborghini 350 GT.

En 1959, la manifestation prend tellement d'importance que sa surface d'exposition devient insuffisante et il est décidé de construire le « Pavillon N°5 » dont la conception et la réalisation sont confiés à l'Ing. Riccardo Morandi. Les caractéristiques architecturales de ce projet de prestige en font le meilleur exemple du rationalisme italien de l'après-guerre.
Très nombreux sont les modèles, surtout italiens, Fiat et Lancia, qui sont présentés officiellement en ces lieux ; parmi les plus importants, citons les Fiat 500 et 126, les Lancia Appia et Thema…
C'est ainsi que naît l'idée de créer une exposition permanente, après le Salon de l'Auto de 1933. Carlo Biscaretti di Ruffia propose à Mussolini de créer un musée spécifique consacré à l'industrie automobile. C'est ainsi que naît le Musée de l'automobile Carlo Biscaretti di Ruffia, aujourd'hui Musée de l'Automobile de Turin,,.
À partir de 1984 le siège est déplacé dans la zone exposition des anciennes usines Fiat, au Lingotto. L'année 2000 marque la 68e édition et le centenaire de la manifestation.

### Épilogue
Pour la première fois depuis la fin de la Seconde Guerre mondiale, la 69e édition du salon, initialement prévue du 25 avril au 5 mai 2002, n'a pas lieu, en raison du prix du salon jugé trop élevé par les constructeurs.
Les organisateurs, qui s'occupent également du Salon de l'automobile de Bologne, ont acquis quelques mois plus tôt tous les droits pour le salon de Turin et ils proposent aux constructeurs de participer gratuitement à la manifestation de Bologne ; seules les marques du groupe Fiat acceptent.
S'ensuit une controverse, certains suspectant les organisateurs de vouloir instaurer un seul grand salon en Italie, au détriment de Turin.
En 2015, le salon revient avec un format gratuit.